# Tupistra ochracea
Tupistra ochracea là một loài thực vật có hoa trong họ Măng tây. Loài này được (Ridl.) N.Tanaka mô tả khoa học đầu tiên năm 2003.